# Ничково
Ничково — деревня в Козульском районе Красноярского края России. Входит в состав Балахтонского сельсовета. Находится примерно в 14 км к юго-западу от районного центра, посёлка Козулька, на высоте 303 метров над уровнем моря.

## Население
| 2010 |
| ---- |
| 95   |

По данным Всероссийской переписи, в 2010 году численность населения деревни составляла 95 человек (48 мужчин и 47 женщин).

## Улицы
Уличная сеть деревни состоит из 4 улиц и 1 переулка.